# Икса (Плесецкий район)
Икса — посёлок в Плесецком муниципальном районе Архангельской области. Входит в состав Североонежского городского поселения.
Посёлок Икса находится в центре Плесецкого районе в 3 километрах от Североонежска. Рядом находится Иксинское месторождение бокситов. В 1971 году, после открытия железнодорожного моста через реку Онега, на левом берегу реки появилась станция Икса. Рядом со станцией был построен временный посёлок для сотрудников «Объединения исправительных учреждений с особыми условиями хозяйственной деятельности № 2» (ОИУ ОУХД № 2 регионального УФСИН).
По данным Всероссийской переписи 2010 года в посёлке Икса и в колонии было 1149 человек.

### Карты
- Икса на карте Wikimapia